# Siverski
Siverski (en finnois : Siiverska, en russe : Си́верский) est une commune urbaine du raïon de Gatchina dans l'oblast de Léningrad, situé à l'ouest de la Russie.